# جکی-کولونگا
جکی-کولونگا (به لهستانی:  Dzikie-Kolonia) یک روستا در لهستان است که در گمینا خوروشچ واقع شده‌است.